# Лејн (Канзас)
Лејн (енгл. Lane) град је у америчкој савезној држави Канзас.

## Демографија
По попису из 2010. године број становника је 225, што је 31 (-12,1%) становника мање него 2000. године.
| Група             | 2000.       | 2010.       |
| Белци             | 246 (96,1%) | 218 (96,9%) |
| Афроамериканци    | 1 (0,4%)    | 0 (0,0%)    |
| Азијати           | 1 (0,4%)    | 2 (0,9%)    |
| Хиспаноамериканци | 1 (0,4%)    | 4 (1,8%)    |
| Укупно            | 256         | 225         |